# Kleingebiet Balatonföldvár
Das Kleingebiet Balatonföldvár (ungarisch Balatonföldvári kistérség) war bis Ende 2012 eine ungarische Verwaltungseinheit (LAU 1) innerhalb des Komitats Somogy in Südtransdanubien. Im Zuge der Verwaltungsreform gingen Anfang 2013 alle 13 Ortschaften in den Kreis Siófok (ungarisch Siófoki járás) über, das Kleingebiet wurde aufgelöst.
Ende 2012 lebten im Kleingebiet Balatonföldvár auf einer Fläche von 241,73 km² 11.475 Einwohner. Das flächenmäßig kleinste Kleingebiet hatte mit 47 Einwohnern/km² eine etwas geringere Bevölkerungsdichte als der Komitatsdurchschnitt (53 Einwohner/km²).
Der Verwaltungssitz befand sich in der einzigen Stadt Balatonföldvár (2.235 Ew.). Zweitgrößte Ortschaft war die einzige Großgemeinde, Balatonszárszó mit 1.965 Einwohnern.

## Ortschaften
Die folgenden Ortschaften gehörten zum Kleingebiet Balatonföldvár:
| Balatonföldvár | Balatonőszöd | Balatonszárszó | Balatonszemes | Bálványos    |
| Kereki         | Kőröshegy    | Kötcse         | Nagycsepely   | Pusztaszemes |
| Szántód        | Szólád       | Teleki         |               |              |